# Йесене
Йесене (на словенски: Jesenje) е село в Словения, регион Средна Словения, община Лития. Според Националната статистическа служба на Република Словения през 2015 г. селото има 116 жители.